# Мар'янс Пахарс
Мар'ян Васильович Пахар (латис. Marians Pahars, нар. 5 серпня 1976, Чорнобай, Черкаська область) — латвійський футболіст українського походження, що грав на позиції нападника. По завершенні ігрової кар'єри — футбольний тренер. До 2017 року очолював національну збірну Латвії з футболу. Більшу частину кар'єри виступав на позиції нападника в клубі англійської Прем'єр-ліги «Саутгемптон», а також у ризькому «Сконто» у Латвійській футбольній Вищій лізі. Виступав у національній збірній Латвії.
У Латвії відомий під іменем Мар'янс, тим не менше під час свого перебування в Англії його називали Мар'ян.

## Клубна кар'єра

### «Сконто»
Народився в смт Чорнобай (Черкаська область). Мати — литовка, батько — українець. З дитинства вболівав за московський «Спартак». Коли Мар'янсу виповнилося 8 років його школу відвідав Юрійс Андрєєвс, тренер «Сконто», після чого Пахарс вирішив стати футболістом. В майбутньому Андрєєвс мав величезний вплив на кар'єру Мар'янса. Спочатку виступав за ризькі молодіжні клуби.
У дорослому футболі 18-річний Мар'янс дебютував 1994 року виступами за команду клубу «Пардаугава», яка того сезону виступала у Вірслізі, вищому дивізіоні чемпіонату Латвії. У своєму дебютному сезоні на професіональному рівні юний Пахарс хіграв у 17-и матчах чемпіонату, в яких відзначився 3-а голами. Допоміг команді зайняти місце в середині турнірної таблиці.
У 1995 році перейшов до «Сконто-Металс», фарм-клубу ризького «Сконто», яке того сезону виступало у вищому дивізіоні латвійського чемпіонату. У цій команді виступав у центрі півзахисту, де зіграв 16 матчів та відзначився 4-а голами. Завдяки вдалій грі в дублі привернув до себе увагу тренерського штабу першої команди «Сконто», до якої приєднався того ж року й у 9-и матчах в чемпіонаті Латвії сезону 1995 року відзначився 8-а голами. Резервна команда столичного клубу фінішувала на 7-у місці Вірсліги, а «Сконто» оформив свій четвертий чемпіонський титул з 1992 року. Проте успіх Мар'янса не обмежився лише чемпіонатом, вдало команда виступала й у кубку Латвії. Таким чином, у 1995 році Пахарс допоміг «Сконто» оформити «золотий дубль». Завдяки 12-и забитим м'ячам у регулярному сезоні почав постійно викликатися до національної збірної Латвії. На батьківщині Пахарс отримав прізвисько «Латвійський Майкл Оуен».
Після першого успішного сезону для Мар'янса, він й надалі продовжував виступати в «Сконто», яке в 90-х роках XX століття вважалося найсильнішим латвійським клубом. У сезоні 1996 року був переведений на фланг півзахисту, де зіграв 28 матчів у чемпіонаті Латвії та відзначився 12-а голами, а «Сконто» знову здобув чемпіонський титул. У кубку Латвії «Сконто» дійшов до фіналу, де з рахунком 1:2 поступився РАФу (Рига). Того ж року Мар'янс допоміг ризькому клубі здобути Кубок Президента Туркменістану. У сезоні 1997 років до команди повернулися гравці, яких часто викликали до національної збірної (в основному, півзахисники), тому Пахарса повернули на позицію нападника, на цій позиції у національному чемпіонаті футболіст зіграв 22 матчі та відзначився 5-а голами, а «Сконто» завершив сезон без жодної поразки (24 перемоги та 4 нічиї), завдяки чому оформила чергове чемпіонство. Успішним виявився й виступ у кубку Латвії, де в фіналі турніру завдяки Пахарсу «Сконто» переграв «Дінабург» (2:1). Ця переможна серія продовжилася й у сезоні 1998 року, під керівництвом тренера національної збірної Латвії Александрса Старковса, який очолював ризький клуб до 2004 року. У тому сезоні «Сконто» виграло 7-й чемпіонський титул. Тріумфував ризький клуб і в національному кубку, в якому з рахунком 1:0 переміг «Металургс» (Лієпая). За підсумками сезону зіграв 26 матчів, в яких відзначився 19-а голами, а по його завершенні був обраний найкращим гравцем чемпіонату, незважаючи на те, що були футболісти, які продемонстрували кращу результативність у цьому змаганні. Завдяки 19-и забитим м'ячам Мар'янса у сезоні 1998 року до латвійця почали надходити перші пропозиції від закордонних клубів, які вже давно спостерігали за ним. Побував на тенувальному зборі клубу Серії B «Салернітана», також його переглядали клуби «Вердер» (Бремен) та «Казино» (Зальцбург).
У січні 1998 року зв'язка нападників «Сконто» Пахарс — Михолап добре показала себе на Кубку чемпіонів Співдружності, на якому латвійський клуб дійшов до півфіналу. У вересні того ж року в двоматчевому протистоянні у Кубку УЄФА з московським «Динамо» Пахар відзначився трьома забитими м'ячами, але це не допомогло «Сконто» пройти в наступну стадію турніру. На нападника керівництво «Динамо» звернуло пильну увагу й незабаром домовилося про його перехід в зимове трансферне вікно, однак, в січні російський клуб з невідомих причин забарився з оформленням угоди, через що перехід зірвався.

### «Саутгемптон»
10 лютого 1999 року проходив перегляд у резервній команді «Саутгемптона» в поєдинку проти «Оксфорд Юнайтед», в якому відзначився хет-триком — забив один м'яч головою, а також по одному м'ячу з правої та лівої ноги — а команда з однойменного міста перемогла з рахунком 7:1.
«Святі» узгодили суму відступних у розмірі £800,000 і, незважаючи на труднощі в отриманні робочої візи та заперечення з боку ПФА, ці питання були вирішені, й у березні 1999 року Мар'янс перейшов до складу «Святих», ставши першим латвійцем, який зіграв в англійській Прем'єр-лізі.
Зрештою, дебютував за нову команду 5 квітня 1999 року на 70-й хвилині в поєдинку проти «Ковентрі Сіті», а 17 квітня дебютував за «Святих» на їх домашній арені, «Дейлі», коли Мар'янс вийшов на поле з лави для запасних й практично відразу підзначився голом, завдяки чому майже приніс перемогу своїй команді, але поєдинок проти «Блекберн Роверз» в підсумку завершився з рахунком 3:3. В цей час «Святі» відчайдушно боролися за право зберегти своє місце в Прем'єр-лізі на наступний сезон, а для цього команді потрібно було в останньому турі перемогти. Пахарс став автором двох голів у цьому поєдинку й допоміг «Саутгемптону» з рахунком 2:0 перемогти «Евертон», завдяки чому «Святі» зберегли своє місце в Прем'єр-лізі.
У сезоні 1999/00 років зіграв 33 матчі та відзначився 13-а голами, завдяки чому став найкращим бомбардиром команди того сезону. Напередодні сезону Дейв Джонс замінив Гленна Годдла на посаді головного тренера «Саутгемтона». Після цього призначення Годдл вирішив дозволити Мар'янсу діяти більш широко, оскільки латвієць володів прекрасною швидкістю та дриблінгом, завдяки яким міг створювати гольові моменти як для партнерів по команді, так і вирішувати епізоди самотужки.
Після прекрасного початку сезону 2000/01 років на позиції форварда, на якій Пахарс відзначився 6-а голами, тренер повернув його в глибину поля, в результаті чого решту сезону гравець провів блідо. Він все ще створював небезпеку біля воріт команд-суперниць, але переважно асистував партнерам по команді, в той же час як сам відзначився після переведення на іншу позицію ще з рази й завершив сезон, таким чином, з 9-а забитими м'ячами.
Після блідої гри на початку наступного сезону опинився на лаві для запасних, проте вже 15 вересня 2001 року відзначився голом у переможному виїзному поєдинку проти «Болтон Вондерерз». Протягом наступних трьох місяців регулярно відзначався у воротах суперників в англійському чемпіонаті, в тому числі й 24 листопада у переможному (1:0) поєдинку проти «Чарльтона» — перша перемога «Святих» на стадіоні «Сент-Меріс».
Проте вже після Нового Року у Мар'янса знову розпочалася «гольова посуха», але й вона не завадила йому з 16-а голами стати найкращим бомбардиром «Саутгемптона» в Чемпіонаті та Кубку Англії. Завдяки 16 голам Пахарса та 14-и від партнера латвійця по команді, Джеймса Бітті, другого найкращого бомбардира команди, вони стали найрезультативнішим дуетом нападників в англійській Прем'єр-лізі.
Влітку 2002 року Пахарсу довелося перенести операцію з видалення грижі, через яку він пропустив майже весь попередній сезон, і, хоча 11 вересня він реалізував пенальті у переможному (1:0) домашньому матчі проти «Евертона», він повністю так і не відновився від попередньої травми. На початку нового сезону стабільно виступав в основному складі команди, допоки 5 жовтня в домашньому поєдинку проти «Манчестер Сіті» не отримав червону картку. У листопаді 2002 року отримав серйозну травму, яка потребувала хірургічного втручання, через це Мар'янс Фінал кубка Англії з футболу 2003 року й завершив провальний для себе сезон 2002/03 років.
Початок сезону 2003/04 років був знову затьмарений травмою, через що Пахарс був переведений до резервоного складу, в якому повинен був проходити реабілітацію та набирати ігровий тонус. Зіграв декілька хвилин у вирішальному поєдинку, коли Латвія завоювала путівку на Євро 2004. Поступово почав набирати ігрову форму, свідченням чого став вихід у стартовому складі в 3-х поспіль матчах, в яких святі здобували перемоги. Дебютним у сезоні голом відзначився — після понад річної перерви — 21 грудня 2003 року в переможному (3:0) домашньому дербі проти «Портсмуту», коли Мар'янс прекрасним ударом з правої ноги в нижній правий кут від голкіпера.
Проте після відновлення від старої травми у виїзному поєдинку проти «Свідон Таун» в рамках передсезонної підготовки 2004/05 років знову отримав травму. Ця травма виявилася ускладненим рецидивом, через який латвійцю довелося перенести 3 операції, тому Пахарс змушений був пропустити початок сезону. Після відновлення від травми почав демонструвати непогану гру, але вже незабаром у Мар'янса знову стався рецедив староъ травми, через що Пахарс змушений був пропустити решту сезону, в той час як «Святі» вперше за останні 28 років у Вищому дивізіоні англійського футболу понизилися в класі.
Сезон 2005/06 років знову став для Мар'янса суцільним розчаруванням, оскільки він отримував травму за травмою, через що повернення гравця на футбольне поле постійно переносилося. Протягом сезону зіграв 10 матчів, відзначився 1 голом, але цього виявилося недостатньо, щоб продовжити кар'єру в складі «Святих». У травні 2006 року, після семи років виступів у команді, 156 зіграних матчів і 45 забитих м'ячів, було оголошено, що його контракт з Саутгемптон на наступний сезон не буде продовжений.
Після останньої гри сезону, 30 квітня 2006 року, Пахарс взяв участь у «колі пошани» гравців «Святих» навколо футбольного поля «Св. Марії», при цьому латвієць емоційно попрощався з партнерами по команді та перед відданими вболівальниками «Саутгемптону».

### «Анортосіс» (Фамагуста)
У липні 2006 року підписав трирічний контракт з  «Анортосісом» (Фамагуста), кіпріотською командою, яку очолював колишній гравець національної збірної Грузії Темурі Кецбая. В той же час латвієць мав пропозиції й від англійських клубів, «Ковентрі Сіті» та «Дербі Каунті», проте обом вирішив відмовити. Проте на Кіпр Мар'янс приїхав ще з травмою, яка заважала йому виходити на футбольне поле. У команді зіграв 17 матчів та відзначився 4-а голами, завдяки чому допоміг «Анортосісу» вийти до фінальної частини чемпіонату Кіпру, де його команда поіла 3-є місце, яке дозволяло взяти участь у першому кваліфікаційному раунді Кубку УЄФА 2007/08. Проте команда стала володарем Кубку Кіпру 2006/07. У сезоні 2007/08 років клуб з Фамагусти пройшов чемпіонат без втрати очок, завдяки чому оформи своє 13-е чемпіонство, а Пахарс зіграв лише 1 матч у кубку країни та 2 поєдинку в чемпіонаті Кіпру. Також «Анортосіс» вийшов до фіналу Кубку Кіпру 2007/08, але поступився в ньому АПОЕЛу (Нікосія) з рахунком 0:2. У січні 2008 року контракт з Пахарсом було розірвано за згодою сторін.

### Повернення до Риги

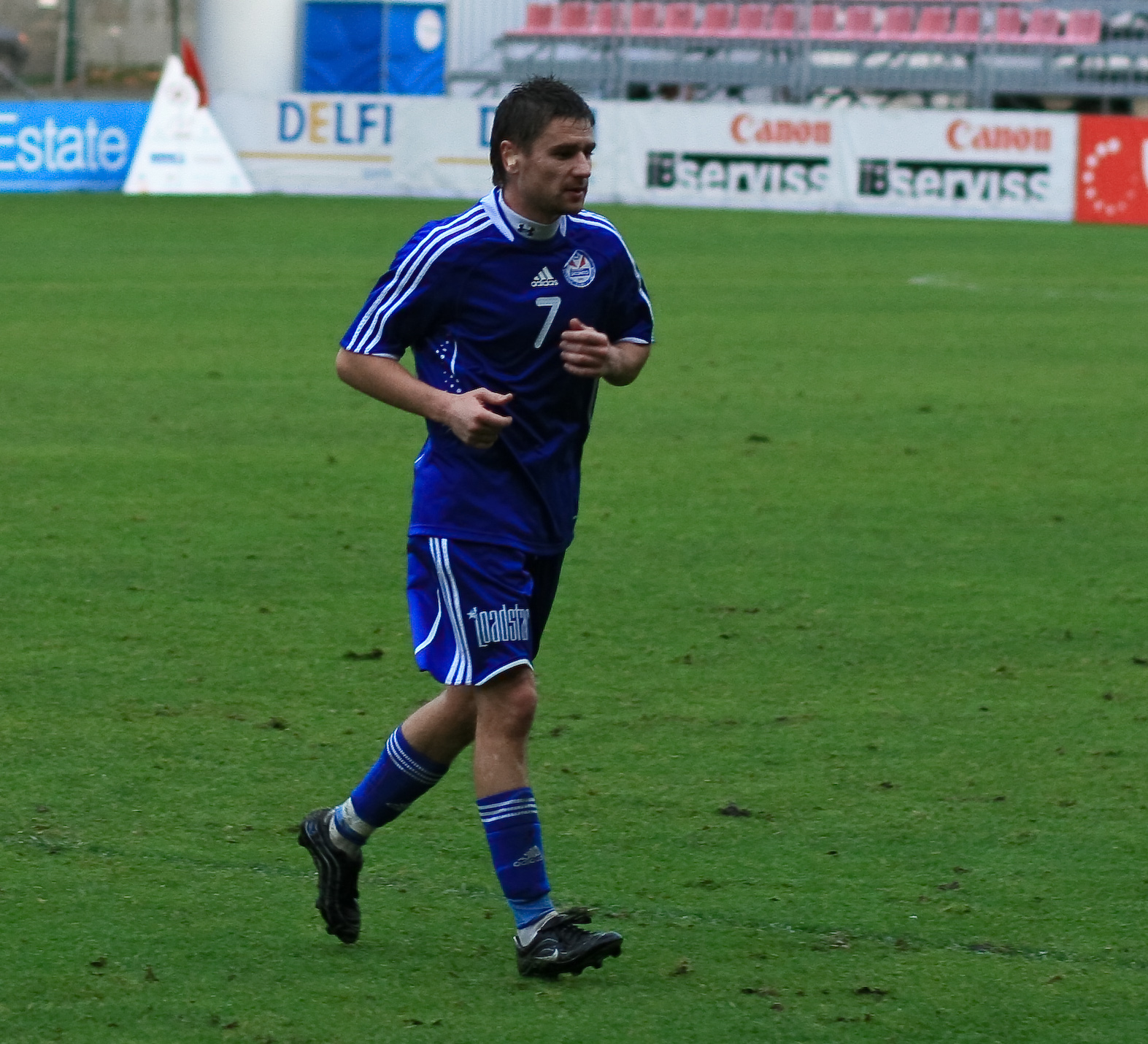
Пахарс під час виступів за «Сконто»

У 2008 році, після отримання статусу вільного агента, повернувся до свого колишнього клубу, ризького «Сконто», яке тренував Пол Ешворт. З клубом підписав 1-річний контракт. Під керівництвом англійця наблизився до своєї оптимальної форми. У 19-и зіграних матчах відзначився 8-а голами, а «Сконто» завоював бронзові медалі чемпіонату Латвії 2008 (чемпіонство оформив «Вентспілс», а срібні медалі виграв «Металургс» (Лієпая)). По закінченні сезону залишив розташування «Сконто» та разом з Віталійсом Астаф'євсом оголосив про завершення професіональної футбольної кар'єри. У січні 2009 року Пахарс в інтерв'ю виданню «Sporta Avīze» визнав, що може продовжити футбольну кар'єру в США або Австралії.. Зрештою він не завершив кар'єру, а перейшов до клубу «Юрмала-VV». Востаннє на футбольне поле як гравець вийшов 25 квітня 2009 року в програному (0:1) домашньому поєдинку проти ризького «Олімпса». Пахарс на 78-й хвилині замінив Юргіса Калнса. До початку 2010 року перебував у заявці клубу, але на поле більше не виходив. Наприкінці сезону, після призначення асистентом головного тренера «Сконто», оголосив про завершення футбольної кар'єри.

## Виступи за збірну
З 1993 року викликався до юнацької збірної Латвії U-18, потім виступав за молодіжну збірну країни.
Пахарс увірвався до збірної Латвії на початку 1996 року й дебютував у її складі 12 березня 1996 року в програному (0:1) виїзному товариському поєдинку проти збірної Кіпру. Дебютним голом відзначився в своєму 9-у поєдинку за національну збірну, 17 лютого 1997 року, також програному (2:3) проти збірної Польщі. Того ж 1997 року став срібним призером Балтійського кубку, наступного року разом з латвійцями повторив це досягнення.
2 вересня 2006 року повернувся до латвійської збірної на матч проти Швеції. У формі головної команди країни провів 75 матчів, забивши 15 голів.
Незважаючи на те, що латвійці не пробилася до фінальної частини чемпіонату світу, у червні 2001 року збірна Латвії завоювала Балтійський кубок завдяки перемогам над збірними Естонії та Литви. При цьому важливу роль відіграв і Мар'янс, оскільки він відзначився по 1 голу в кожному з вище вказаних поєдинків. У листопаді 2001 року Пахарс втретє поспіль був визнаний Найкращим футболістом Латвії.
У період між травмами, 19 листопада 2003 року зіграв декілька хвилин у нічийному (2:2) поєдинку проти Туреччини, чим допоміг латвійцям кваліфікуватися на Чемпіонат Європи з футболу 2004 року.
Після відновлення від травм та повернення до ігрового тонусу знову відзначився голом за національну збірну, сталося це 18 лютого в переможному (3:1) товариському поєдинку проти Казахстану, цей м'яч став першим для Мар'янса у футболці збірної Латвії з травня 2002 року. У 2007 році оголосив про завершення кар'єри в збірній.
Через численні травми виходив на поле з лави для запасних лише в 3-х поєдинках групового етапу кваліфікації до Євро 2004 року, в той же час зіграв у фінальній частині Євро 2004 року в усіх трьох поєдинках, але виходячи виключно на заміну.
До червня 2011 року був найкращим бомбардиром збірної Латвії, на даний час розділяє в цьому списку 4-е місце разом з Юрісом Лайзансом, також займає почесне 10-е місце в Залі футбольної слави Латвії.

## Стиль гри
Недостатньо видатні фізичні дані Пахарс компенсував високою стартовою й дистанційною швидкістю, володів гарним дриблінгом, впевнено грав у верховій боротьбі. Виступати в Англії він починав на позиції крайнього атакувального півзахисника, але швидко показав, що його ігрові якості, зокрема вміння вибирати позицію в штрафному, розвинене гольове чуття й здатність потужно пробити з обох ніг, найкраще підходять для гри в нападі.

## Кар'єра тренера

### Сконто
У 2010 році прийняв пропозицію Александрса Старковса стати асистентом головного тренера «Сконто», ще одним асистентом став легендарний Віталійс Астаф'євс. Того ж року знову став чемпіоном Латвії, але цього разу вже як помічник головного тренера. У 2011 році Старковс залишає Латвію та переїздить до Азербайджану, де очолює ФК «Баку», а Пахарс стає головним тренером «Сконто». Очолював команду протягом двох сезонів, за цей час завоював чемпіонство в Балтійській лізі (2011) та кубок Латвії, а в 2012 році ризький клуб фінішував на 2-у місці в Вищій лізі Латвії.

### Збірна Латвії
У грудні 2012 року Пахарс залишив «Сконто», замість латвійця команду очолив Тамаз Пертія. На початку 2013 року прийняв пропозицію ЛФФ очолити молодіжну збірну Латвії.
У липні 2013 року став головним тренером збірної Латвії, замінивши Олександрса Старковса. 29 березня 2017 року, після чотирьох поразок у кваліфікаційних матчах Чемпіонату світу з футболу 2018 року та поразки з рахунком 0:5 у товариському матчі проти збірної Грузії, пішов у відставку з посади головного тренера.

### «Єлгава»
5 червня 2018 року був призначений головним тренером ФК «Єлгава», яка виступає у латвійській Вірслізі.

## Статистика виступів

### Як гравця
| Клубні виступи    | Клубні виступи        | Клубні виступи    | Ліга  | Ліга | Кубок | Кубок | Кубок ліги | Кубок ліги | Континентальні | Континентальні | Загалом | Загалом |
| Сезон             | Клуб                  | Ліга              | Матчі | Голи | Матчі | Голи  | Матчі      | Голи       | Матчі          | Голи           | Матчі   | Голи    |
| Латвія            | Латвія                | Латвія            | Ліга  | Ліга | Кубок | Кубок | Кубок ліги | Кубок ліги | Європа         | Європа         | Загалом | Загалом |
| ----------------- | --------------------- | ----------------- | ----- | ---- | ----- | ----- | ---------- | ---------- | -------------- | -------------- | ------- | ------- |
| 1994              | Пардаугава            | Вища ліга         | 17    | 3    |       |       |            |            |                |                |         |         |
| 1995              | Сконто-Металс         | Вища ліга         | 16    | 4    |       |       |            |            |                |                |         |         |
| 1995              | Сконто                | Вища ліга         | 9     | 8    |       |       |            |            |                |                |         |         |
| 1996              | Сконто                | Вища ліга         | 28    | 12   |       |       |            |            |                |                |         |         |
| 1997              | Сконто                | Вища ліга         | 22    | 5    |       |       |            |            |                |                |         |         |
| 1998              | Сконто                | Вища ліга         | 26    | 19   |       |       |            |            |                |                |         |         |
| Англія            | Англія                | Англія            | Ліга  | Ліга | Кубок | Кубок | Кубок ліги | Кубок ліги | Європа         | Європа         | Загалом | Загалом |
| 1998–99           | Саутгемптон           | Прем'єр-ліга      | 6     | 3    |       |       |            |            |                |                |         |         |
| 1999–00           | Саутгемптон           | Прем'єр-ліга      | 33    | 13   |       |       |            |            |                |                |         |         |
| 2000–01           | Саутгемптон           | Прем'єр-ліга      | 31    | 9    |       |       |            |            |                |                |         |         |
| 2001–02           | Саутгемптон           | Прем'єр-ліга      | 36    | 14   |       |       |            |            |                |                |         |         |
| 2002–03           | Саутгемптон           | Прем'єр-ліга      | 9     | 1    |       |       |            |            |                |                |         |         |
| 2003–04           | Саутгемптон           | Прем'єр-ліга      | 14    | 2    |       |       |            |            |                |                |         |         |
| 2004–05           | Саутгемптон           | Прем'єр-ліга      | 0     | 0    |       |       |            |            |                |                |         |         |
| 2005–06           | Саутгемптон           | Чемпіоншип        | 8     | 1    |       |       |            |            |                |                |         |         |
| Кіпр              | Кіпр                  | Кіпр              | Ліга  | Ліга | Кубок | Кубок | Кубок ліги | Кубок ліги | Європа         | Європа         | Загалом | Загалом |
| 2006–07           | Анортосіс (Фамагуста) | Перший дивізіон   | 17    | 4    |       |       |            |            |                |                |         |         |
| 2007–08           | Анортосіс (Фамагуста) | Перший дивізіон   | 2     | 0    |       |       |            |            |                |                |         |         |
| Латвія            | Латвія                | Латвія            | Ліга  | Ліга | Кубок | Кубок | Кубок ліги | Кубок ліги | Європа         | Європа         | Загалом | Загалом |
| 2008              | Сконто                | Вища ліга         | 19    | 8    |       |       |            |            |                |                |         |         |
| 2009              | Юрмала-VV             | Вища ліга         | 2     | 0    |       |       |            |            |                |                |         |         |
| Загалом           | Латвія                | Латвія            | 139   | 59   |       |       |            |            |                |                |         |         |
| Загалом           | Англія                | Англія            | 137   | 43   |       |       |            |            |                |                |         |         |
| Загалом           | Кіпр                  | Кіпр              | 19    | 4    |       |       |            |            |                |                |         |         |
| Усього за кар'єру | Усього за кар'єру     | Усього за кар'єру | 295   | 106  |       |       |            |            |                |                |         |         |

### Як тренера
Станом на 9 червня 2018 року
| Команда | З           | До       | Досягнення | Досягнення | Досягнення | Досягнення | Досягнення |
| Команда | З           | До       | Іг         | В          | Н          | П          | % Перемог  |
| ------- | ----------- | -------- | ---------- | ---------- | ---------- | ---------- | ---------- |
| Латвія  | липень 2013 | теп. час | 46         | 9          | 14         | 23         | 19.57      |
| Загалом | Загалом     | Загалом  | 46         | 9          | 14         | 23         | 19.57      |

## Титули і досягнення

### Як гравця

#### Клубні
«Сконто»
- Вища ліга
  -  Чемпіон (5): 1995, 1996, 1997, 1998, 1999
  -  Бронзовий призер (1): 2008

- Кубок Латвії
  -  Володар (2): 1997, 1998
  -  Фіналіст (1): 1999

«Анортосіс»
- Кубок Кіпру
  -  Фіналіст (1): 2007

«Саутгемптон»
- Кубок Англії
  -  Фіналіст (1): 2002/03

#### Індивідуальні
- Футболіст року в Латвії: 1999, 2000, 2001

#### Національні
- Балтійський кубок
  -  Володар (1): 2001

### Як тренера
«Сконто»
- Кубок Латвії
  -  Володар (1): 2012